# Pierre Létourneau
Pour les articles homonymes, voir Létourneau.
Pierre Létourneau, né le 11 août 1938 à Verdun, près de Montréal, est un auteur-compositeur-interprète et animateur de télévision québécois.

## Biographie

### Carrière solo
Pierre Létourneau est un important auteur de la chanson québécoise. Il écrit pour lui-même d'abord et enregistre une quinzaine d'albums entre 1963 et 2006, et il connaît le succès avec plusieurs chansons.
Parmi ses titres les plus connus, figurent Les Colombes et La Chanson des pissenlits (1963), Chanson d'Amérique (1967), Maurice Richard (1970), D'l'autre côté d'la clôture et Tous les jours de la semaine (1973) — cette dernière étant son plus grand succès d'interprète en carrière —, Les Secrétaires de bureau et Seul avec toi (1974), Comme les enfants (1975), Il faut bien rêver et Adieu Québec (1977), Quand on ne s'aime plus (avec la participation vocale de Nicole Martin, 1978), La Vie de ville et Comme à un ami (1979), Elle fait semblant d'être heureuse, Chante avec moi et Saïgon (1983), Plein d'amour (1985), Chanson d'amour fou (1988) et On a tous un rêve fou (1994).

### Auteur pourNicole Martin
Pierre Létourneau est aussi apprécié pour son talent à écrire pour les autres. Sa muse principale est la chanteuse Nicole Martin pour qui il écrit une série de succès entre 1972 et 1992. Il écrit les premières chansons de Nicole sur des musiques de Jimmy Bond (Je n'partirai plus, Le monde est beau et Si c'est toi, 1972) ou d'Yves Martin (Oui paraît-il, 1975). Il lui signe aussi le texte de la chanson Je t'oublierai en 1973 sur une musique venue du répertoire de l'américaine Roberta Flack (Killing Me Softly with His Song). Quelques années plus tard, leur collaboration devient plus solide et donne naissance à des chansons très populaires au Québec.
Dans le vaste répertoire de Nicole Martin, on retient notamment Ne t'en va pas (musique de Germain Gauthier) et Un autre jour (musique de Francis Lai) en 1978, Laisse-moi partir, Qu'est-ce qu'on va faire ? et Tout seul au monde (musiques d'Angelo Finaldi et de Hovaness 'Johnny' Hagopian) en 1979, Pense à moi et Ne viens plus dormir chez moi (musiques de Germain Gauthier) en 1982, L'Amour avec toi (musique de Robert Leroux) en 1983, Il est en nous l'amour (musique de Claude Léveillée) en 1985, Pars (coécrite avec Nicole Martin elle-même, musique d'Angelo Finaldi) en 1986, Téléphone-moi demain (musique d'Angelo Finaldi) toujours en 1986, On s'aimera et Mon père et ma mère (musiques de Claude Léveillée) en 1987 et Aimons-nous (musique de Steven Tracey) en 1992.

### Auteur pour les autres
Outre Nicole Martin, Pierre Létourneau a signé quelques chansons pour Renée Claude, dont Les Fleurs de papiers (musique de Stéphane Venne) et Les Funambules (musique de Pierre Létourneau) en 1969 ainsi que Je me libère aujourd'hui (musique de Germain Gauthier) en 1975.
Il a aussi écrit pour Lucille Dumont (Pour ma mélancolie sur une musique de lui-même en 1965), pour Marc Gélinas (La Ronde sur une musique de Marc Gélinas en 1967), pour Chantal Renaud (Opération vacances sur une musique de Stéphane Venne en 1969), pour Michel Pagliaro (Chez moi sur une musique de Michel Pagliaro en 1972), pour Nanette Workman (Danser danser sur une musique de Walter Rossi et d'Angelo Finaldi en 1975), pour Boule Noire (Georges Thurston) (Combien de temps et Dansons, c'est bon ! sur des musiques de Georges Thurston en 1978 puis Il me faut une femme sur une musique d'Angelo Finaldi et de Hovaness 'Johnny' Hagopian en 1979), pour Véronique Béliveau (Aimer sur une musique de Jean Robitaille en 1980), pour Luc Cousineau (Comme tout l'monde sur une musique de Luc Cousineau en 1980), pour Donald Lautrec (Et après on recommence sur une musique de Germain Gauthier en 1981), pour Mario Pelchat (L'amour est un ballon blanc sur une musique de Daniel Barbe en 1982), pour Martine St-Clair (Sing sur une musique d'Alain Pewzner en 1984), pour Martine Chevrier (Ensemble sur une musique de Robert Leroux en 1984), pour Chloé Sainte-Marie (Encore sur une musique de Michel Robidoux en 1999) et pour Pierre Calvé (Je navigue sur une musique de Pierre Calvé en 1999).

### Animateur, écrivain et comédien
En plus de tout cela, Létourneau anime quelques émissions à la radio ainsi qu'à la télé, notamment La boîte à chansons dans la série Jeunesse oblige en 1966-1967 et « Pulsion » de 1977 à 1982. Il donne aussi des ateliers sur l'écriture de chansons à tous les ans dans les écoles primaires. Et question de s'amuser un peu, il a aussi été comédien. On peut par exemple le retrouver au générique du film Seul ou avec d'autres en 1962 ainsi que dans le téléthéâtre Paradis perdu en 1971 et la minisérie Scoop en 1992. Il a donné au fil des ans de nombreux concerts, en solo, ou avec d'autres artistes. Il a entre autres travaillé aux côtés de Claude Léveillée et de Claude Gauthier en 1984-1985 pour le spectacle Trois fois chantera, puis avec Michel Robidoux et Priscilla Lapointe dès 1991 pour le spectacle Les années guitare.
Pierre Létourneau, qui continue de donner des concerts un peu partout au Québec en 2006, lance cette année-là un très beau livre intitulé J'aimerais bien qu'on te chante et qui retrace la carrière du prolifique auteur-compositeur-interprète au travers de ses chansons. Il est un artiste qui a su franchir le temps et défier les modes et il est aujourd'hui toujours aussi inspiré, comme en témoignent les chansons de son dernier album, Heures de pointe, lancé le 7 mars 2006. Le Québec possède en Létourneau un artiste important qui a marqué à jamais la culture francophone nord-américaine.
Le 2 avril 2011, à l'âge de 72 ans, Pierre Létourneau est intronisé au « Panthéon des Auteurs et Compositeurs Canadiens ». À l'automne de la même année, le soir du gala de la SOCAN, les chansons Oui paraît-il (1975) et Laisse-moi partir (1979) dont il a signé les textes pour Nicole Martin sont intronisées au Panthéon des Classiques de la SOCAN pour avoir été diffusées plus de 25 000 fois à la radio.
L'artiste effectue un retour à la chanson en 2012 en publiant un seizième album intitulé Foutue société. Il fait ensuite paraître deux mini albums intitulés L'amour au long cours (2016) et Touche-moi (2021) en collaboration avec l'auteur-compositeur-interprète Marc Déry.

## Discographie

### Albums
- 1963 : Pierre Létourneau, Volume 1 (Disques Sélect)
- 1964 : Pierre Létourneau, Volume 2 (Disques Sélect)
- 1965 : Pierre Létourneau, Volume 3 (Disques Sélect)
- 1967 : Pierre Létourneau (Jupiter)
- 1969 : Pierre Létourneau (Jupiter)
- 1971 : Les Cigales (La Compagnie)
- 1972 : Une bien belle journée (DSP International)
- 1973 : Tous les jours de la semaine (Disques Campus)
- 1977 : Il faut bien rêver (Polydor)
- 1979 : La Vie de ville (Disques Martin)
- 1983 : Changements de vitesse (Kébec-Disc)
- 1988 : Y'a du bonheur (Disques Mérite)
- 1994 : On a tous un rêve fou (Disques Montréal)
- 1998 : J'te dis que c'est vrai (Fonovox)
- 2006 : Heures de pointe (Éditions du Store Ouvert)
- 2012 : Foutue société (Disques Vu de la lune)

### Mini albums (EP)
- 2016 : L'amour au long cours (Éditorial Avenue)
- 2021 : Touche-moi (Éditorial Avenue)

### Compilations
- 1985 : De Tous les jours de la semaine à Plein d'amour - Compilation (Disques Isba)
- 2000 : Rétrospective - Compilation CD (Disques Mérite)

## Participations à d'autres albums
- 1978 : Nicole Martin - 45 tours Quand on ne s'aime plus (Disques Martin)
- 1985 : Fondation Québec-Afrique (Collectif pour l'Éthiopie) - « Les Yeux de la faim » (Kébec-Disque)
- 1996 : La Mémoire des boîtes à chansons (DisQuébec)
- 1998 : Je me souviens - Coffret commémoratif de la chanson québécoise (GSI Musique)
- 1999 : Au temps des boîtes à chansons (Disques Riche Lieu)

## Livres
- 1992 : Robert Thérien et Isabelle d'Amours, Dictionnaire de la musique populaire au Québec de 1955 à 1992 (Institut québécois de recherche sur la culture)
- 2003 : Pierre Létourneau, Le Dialogue du sauveur (P.U. Laval)
- 2004 : Pierre Létourneau et Jean-Guy Moreau, Ces mots qu'on utilise... À tort et à travers (Éditions Lanctôt)
- 2006 : Pierre Létourneau, J'aimerais bien qu'on te chante (VLB Éditeur)